# Xysticus peccans
Xysticus peccans là một loài nhện trong họ Thomisidae.
Loài này thuộc chi Xysticus. Xysticus peccans được Octavius Pickard-Cambridge miêu tả năm 1876.